# Surada
Surada (o Sorada) è una città dell'India di 14.647 abitanti, situata nel distretto di Ganjam, nello stato federato dell'Orissa. In base al numero di abitanti la città rientra nella classe IV (da 10.000 a 19.999 persone).

## Geografia fisica
La città è situata a 19° 45' 0 N e 84° 25' 60 E e ha un'altitudine di 75 m s.l.m..

## Società

### Evoluzione demografica
Al censimento del 2001 la popolazione di Surada assommava a 14.647 persone, delle quali 7.461 maschi e 7.186 femmine. I bambini di età inferiore o uguale ai sei anni assommavano a 2.034, dei quali 1.032 maschi e 1.002 femmine. Infine, coloro che erano in grado di saper almeno leggere e scrivere erano 9.233, dei quali 5.344 maschi e 3.889 femmine.